# Прибережні ліси материкової Британської Колумбії
Прибережні ліси материкової Британської Колумбії (ідентифікатор WWF: NA0506) — неарктичний екорегіон хвойних лісів помірної зони, розташований на заході Канади та на північному заході США.

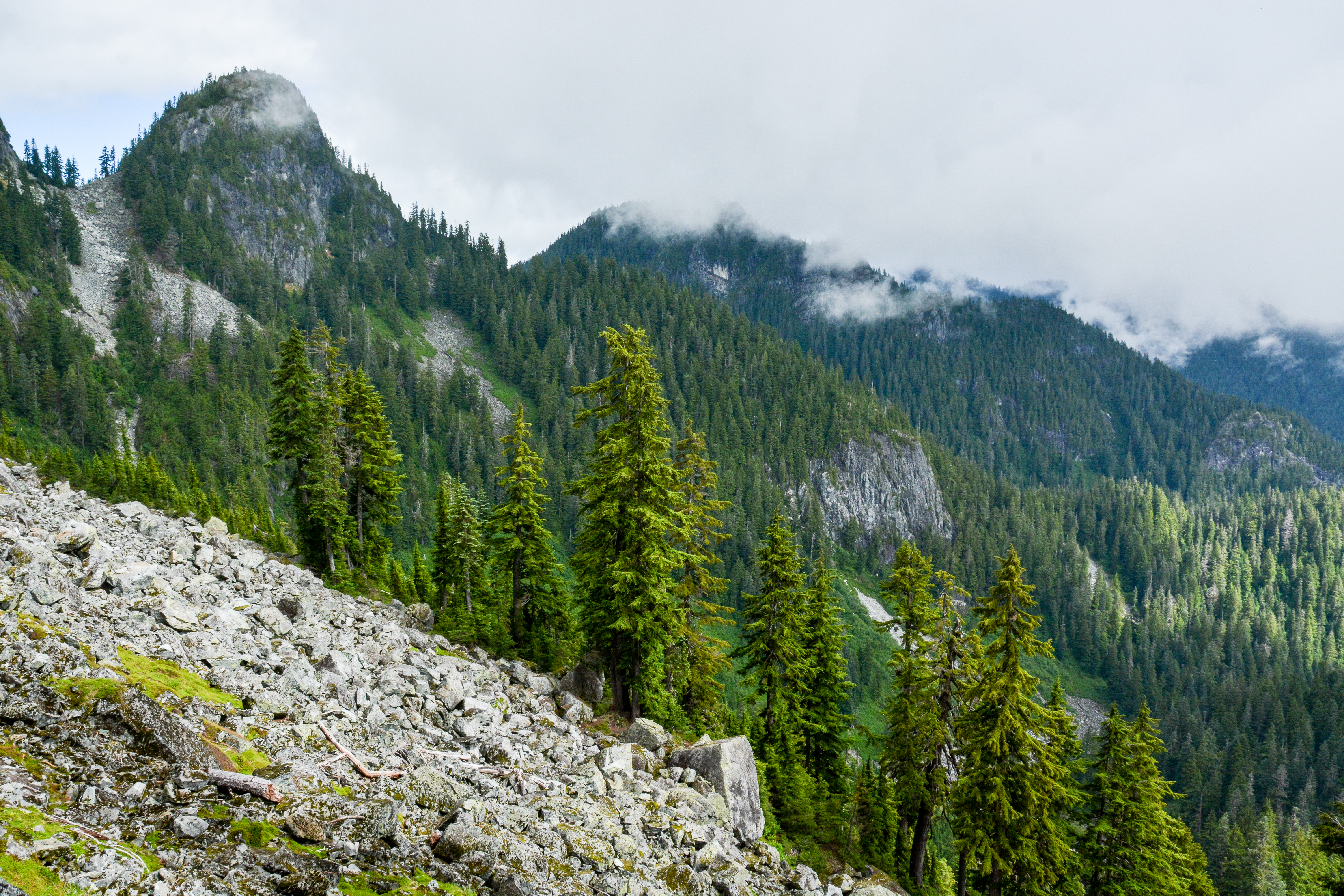
Ліс в Прибережних горах

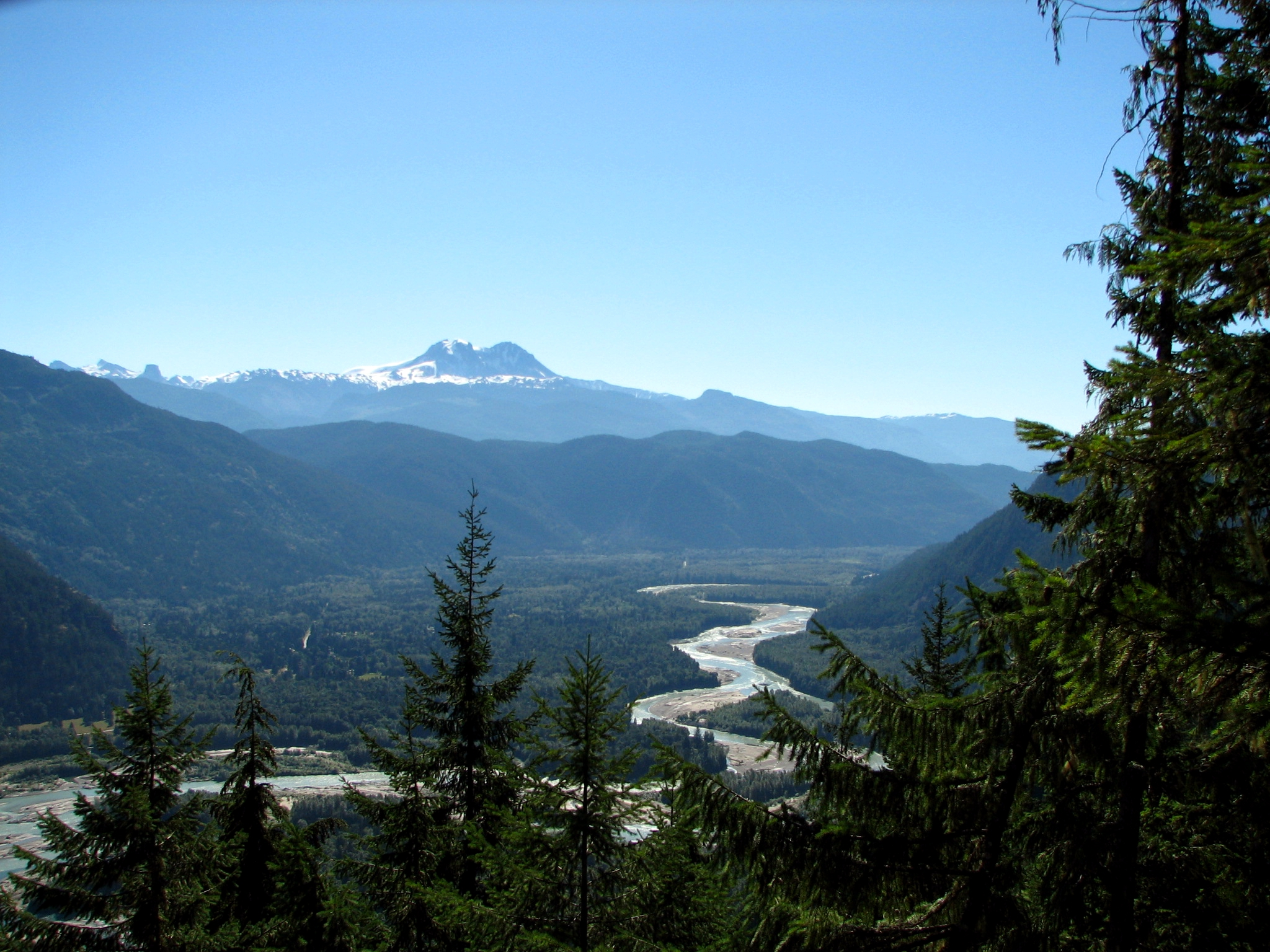
Долина річки Скуоміш (річка)

## Географія
Екорегіон прибережних лісів материкової Британської Колумбії охоплює більшу частину узбережжя материкової Британської Колумбії, простягаючись на 150 км вглиб суходолу до гребня Прибережних гір. Він охоплює Тихоокеанські хребти та хребти Кітімат, що входять до Прибережних гір, а також хребет Насс та долину річки Насс на півночі. Крім того, він включає західні схили північної частини Каскадних гір та високогір'я гір Олімпік на півострові Олімпік в штаті Вашингтон.
Ландшафт регіону являє собою суміш прибережних низовин, островів, гірських хребтів, глибоких долин, заток та фіордів. Гори Тихоокеанських хребтів підіймаються на висоту понад 4000 м над рівнем моря, а їх найвищі вершини оточені великими льодовиковими полями. У Північних Каскадних горах спостерігається найбільше скупчення льодовиків у Континентальних штатах США. Враховуючи велику широтну протяжність та значний градієнт висоти від узбережжя до гірських вершин, клімат та рослинність регіону надзвичайно різноманітні.
На півночі екорегіон переходить у тундру та крижані поля гір тихоокеанського узбережжя, на сході — у північні перехідні альпійські ліси, хвойні ліси Фрейзерського плато і басейну та підвітряні ліси Каскадних гір, на півдні — у ліси Центральних та Південних Каскадних гір, а на узбережжі моря Селіш — у низинні ліси П'юджету.

## Клімат
На узбережжях регіону переважає помірний морський клімат (Cfb за класифікацією кліматів Кеппена), а в горах — субполярний океанічний клімат (Cfc за класифікацією Кеппена), субарктичний клімат (Dfc або Dsc за класифікацією Кеппена), а у високогір'ях — тундровий клімат (ET за класифікацією Кеппена). Прибережні частини регіону перебувають під сильним впливом прохолодних, вологих океанічних повітряних мас та майже протягом всього року оповиті густими хмарами та туманом. У внутрішніх частинах регіону панують трохи більш посушливі та прохолодні умови. В долинах на півночі екорегіону середньорічна температура становить 5 °C, середня літня температура — 13 °C, а середня зимова температура — від -4,5 °C до -0,5 °C. В басейні Нассу на крайній півночі регіону температури значно нижчі. Середньорічна кількість опадів тут зростає від 1200 мм до 4500 мм зі збільшенням висоти. У долинах у південній частині екорегіону середньорічна температура становить 6,5 °C, середня літня температура — 14 °C, а середня зимова температура — приблизно -1 °C. Середньорічна кількість опадів тут коливається від 1500 до 3400 мм залежно від висоти. Більшість опадів в екорегіоні випадає взимку, а літо значно сухіше, особливо на півдні.

## Флора
Основними рослинними угрупованнями екорегіону є хвойні ліси, які включають до чверті всіх прибережних помірних дощових лісів світу. Основу лісів регіону складають західні тсуґи (Tsuga heterophylla), велетенські туї (Thuja plicata) та сріблясті ялиці (Abies amabilis), причому останні домінують на більших висотах. На висоті понад 1500 м над рівнем моря поширені субальпійські ліси, у яких домінують гірські тсуґи (Tsuga mertensiana), сріблясті ялиці (Abies amabilis) та нутканські кипариси (Callitropsis nootkatensis). У високогір'ях регіону зустрічається альпійська тундра, яка включає луки, на яких домінують осоки (Carex spp.), та кам'яні поля, колонізовані лишайниками. Вологі дощові ліси екорегіону багаті на мохи, лишайники, гриби та епіфіти.

## Фауна
В межах екорегіону зустрічається 78 видів ссавців та понад 220 видів птахів. Серед поширених в екорегіоні ссавців слід відзначити західного лося (Alces alces andersoni), вапіті Рузвельта (Cervus canadensis roosevelti), чорнохвостого оленя (Odocoileus hemionus), американського зайця (Lepus americanus), північну літягу (Glaucomys sabrinus), червону вивірку (Tamiasciurus hudsonicus), канадського голкошерста (Erethizon dorsatum), сивого бабака (Marmota caligata), американську пискуху (Ochotona princeps), північно-західну оленячу мишу (Peromyscus keeni), гірську мідицю (Sorex monticolus), американську нічницю (Myotis lucifugus) та берегову нічницю (Myotis keenii), а також майже ендемічних олімпійських бабаків (Marmota olympus) та каскадних ховрахів (Callospermophilus saturatus), поширених на півдні екорегіону.
Серед великих хижаків, поширених в регіоні, слід відзначити гризлі (Ursus arctos horribilis), барибала (Ursus americanus), північноамериканську пуму (Puma concolor couguar), руду рись (Lynx rufus) та ванкуверського вовка (Canis lupus crassodon), а серед дрібніших хижих ссавців — койота (Canis latrans), звичайну лисицю (Vulpes vulpes), звичайну росомаху (Gulo gulo), американську куницю (Martes americana) та американського горностая (Mustela richardsonii). На деяких островах затоки Королеви Шарлотти, зокрема на острові Принсесс-Роял, живуть рідкісні кермодські барибали (Ursus americanus kermodei), серед яких зустрічаються особини з білим забарвленням хутра. У високогір'ях регіону зустрічається 60 % світової популяції снігових кіз (Oreamnos americanus), а на берегах річок — канадські бобри (Castor canadensis), канадські видри (Lontra canadensis), річкові візони (Neogale vison) та болотяні ондатри (Ondatra zibethicus). 
Серед поширених в екорегіоні птахів слід відзначити білохвосту куріпку (Lagopus leucura), американського орябка (Bonasa umbellus), гірського тетерука (Dendragapus fuliginosus), каменярку (Histrionicus histrionicus), великого креха (Mergus merganser), білоголового орлана (Haliaeetus leucocephalus), американського яструба (Astur atricapillus), бородату сову (Strix nebulosa), плямисту сову (Strix occidentalis), каліфорнійського сичика-горобця (Glaucidium californicum), вогнистого колібрі-крихітку (Selasphorus rufus), чорноголову сизойку (Cyanocitta stelleri), канадського повзика (Sitta canadensis), сірого пронурка (Cinclus mexicanus), кордильєрського волоочка (Troglodytes pacificus), рудоспинну гаїчку (Poecile rufescens), рудобрового квічаля (Ixoreus naevius), ялинового піві-малюка (Empidonax hammondii), західного піві-малюка (Empidonax difficilis), західного пісняра-лісовика (Setophaga townsendi), рябогруду вівсянку (Passerella iliaca), жовтобрового кіпаля (Hesperiphona vespertina) та ялинового шишкаря (Loxia curvirostra). У річках регіону водяться тихоокеанські лососі (Oncorhynchus) та райдужні форелі (Oncorhynchus mykiss).

## Збереження
За оцінками, близько 40 % лісів екорегіону залишаються повністю незайманими. Тим не менш, ліси у низинах були значно фрагментовані внаслідок вирубки. Близько 16,9 % площі екорегіону є заповідними територіями. Природоохоронні території включають: Заповідну зону Кітлоп, Заповідну зону Фіордленд, Провінційний парк Гарібальді, Провінційний парк річки Гітнадойкс, Провінційний парк Голден-Ерс, Провінційний парк Хуцейматін, Провінційний парк Пайнкоун-Берк та Провінційний парк озера Свон та річки Кіспіокс в Канаді, а також Національний парк Олімпік, Національний парк Північних Каскадних гір та Національний ліс гір Бейкер та Сноквалмі в США.